# Campuchia thuộc Pháp
Xứ Bảo hộ Campuchia (tiếng Khmer: កម្ពុជាសម័យអាណានិគម, tiếng Pháp: Protectorat français du Cambodge), hoặc Campuchia thuộc Pháp (tiếng Pháp: Cambodge français) là một thành viên của Liên bang Đông Dương. Với sự vận động của sĩ quan Pháp Ernest Doudart de Lagrée từ Nam Kỳ (Cochinchine Française) vua Campuchia Norodom đã thuận theo, và ngày 05 tháng 7 năm 1863 tại Sài Gòn đã thực hiện ký kết các điều ước quốc tế trao cho nước Pháp quyền bảo hộ Campuchia. Năm 1867 chính quyền bảo hộ của Pháp được thiết lập trên toàn đất nước, trong khi đó Xiêm từ bỏ quyền lực của mình đối với Campuchia .
Campuchia được hợp vào Liên bang Đông Dương thuộc Pháp vào năm 1887 cùng với các xứ thuộc địa và bảo hộ Pháp ở Việt Nam (Nam Kỳ và Trung Kỳ, Bắc Kỳ).
Năm 1946, Campuchia được trao quyền tự chủ trong Liên hiệp Pháp và chế độ bảo hộ được bãi bỏ vào năm 1949. Lễ độc lập của Campuchia được tổ chức vào ngày 9 tháng 11 năm 1953.

## Lịch sử

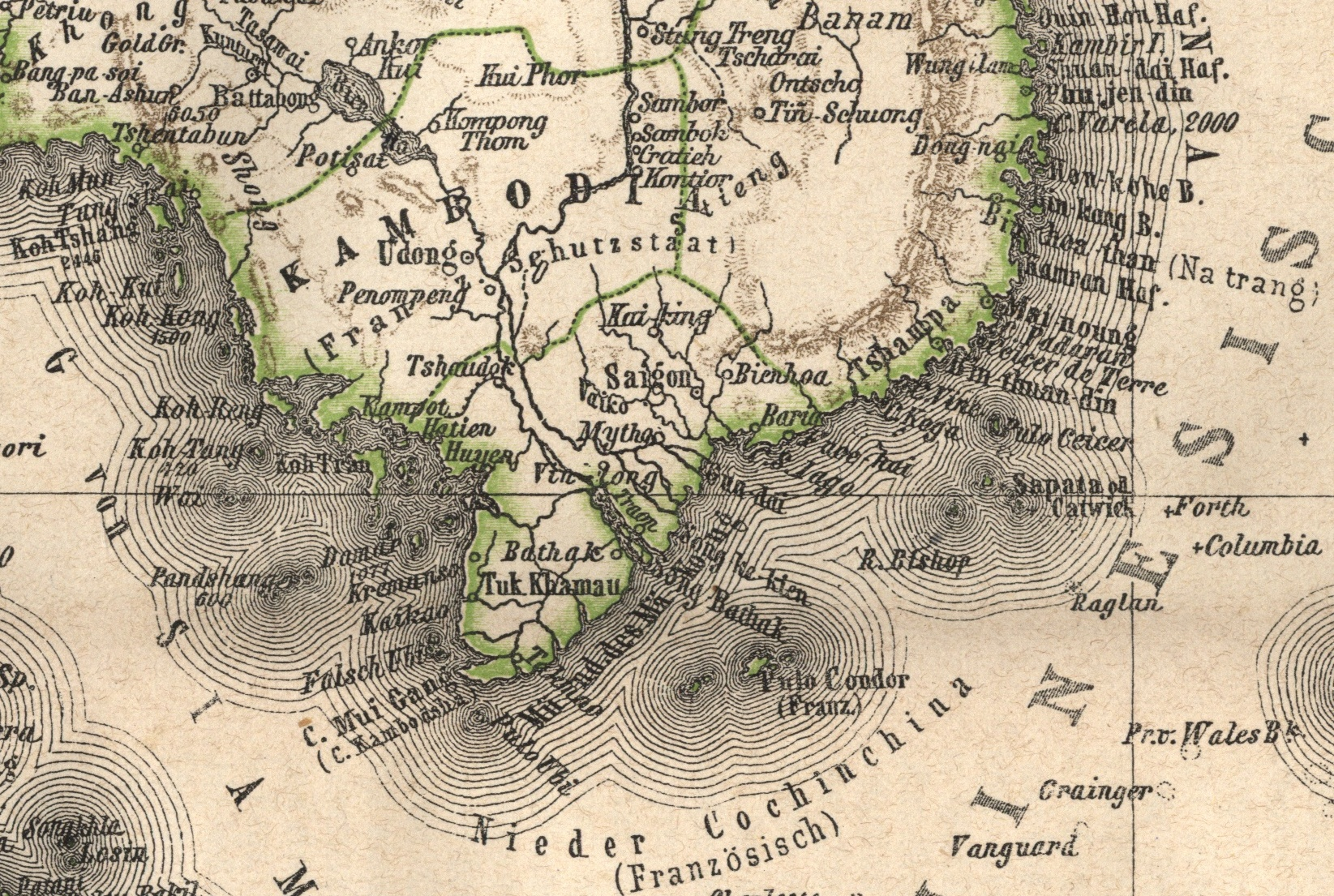
Bản đồ Campuchia (bảo hộ) và Nam Kỳ (thuộc địa) của Pháp khoảng năm 1863-1876 (thời kỳ đầu Campuchia nằm dưới sự bảo hộ của Pháp 1863-1890).

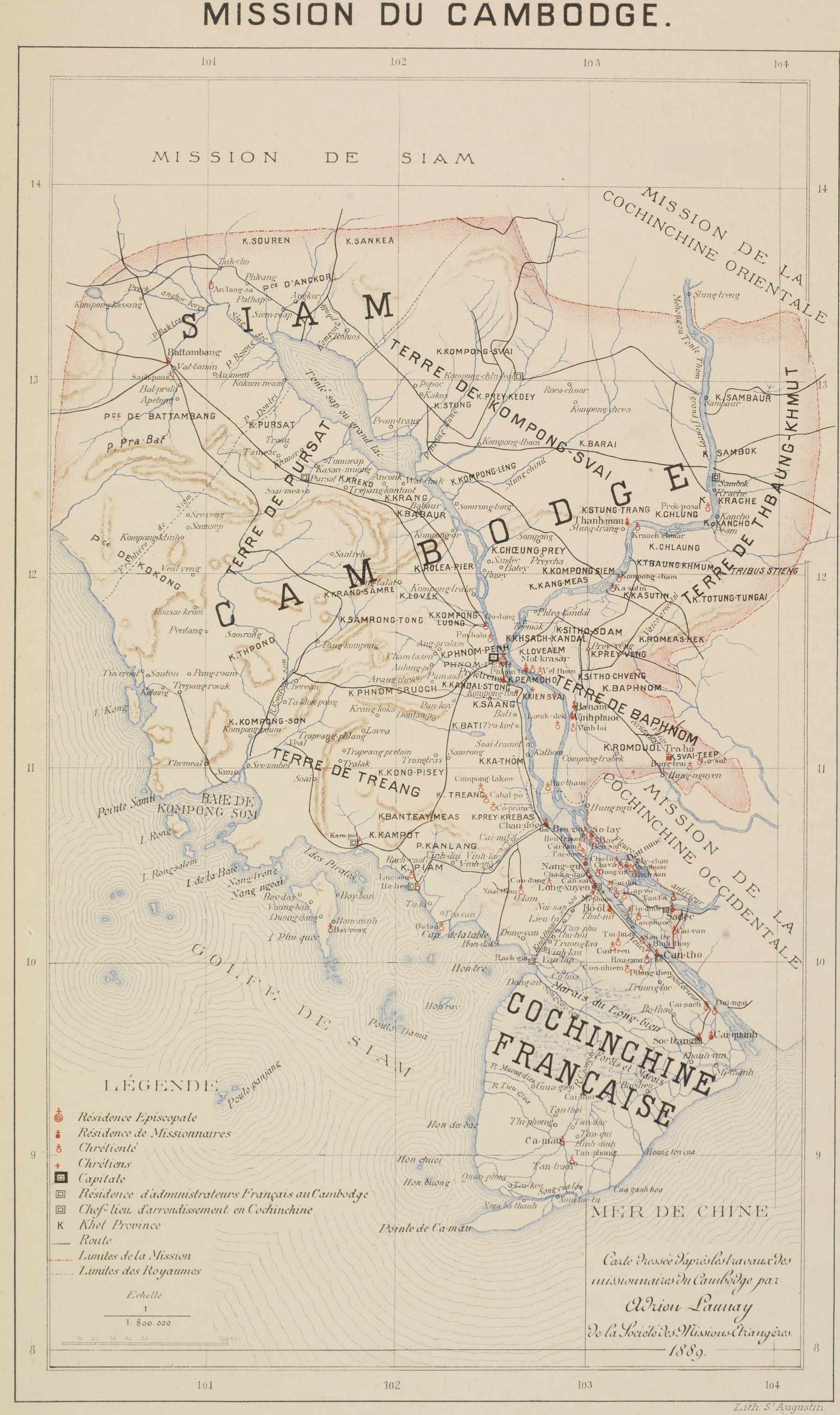
Bản đồ Campuchia vào năm 1889.

Vào năm 1863, vua Norodom ký một hiệp ước chấp nhận sự bảo hộ của Pháp trên vương quốc. Dần dần đất nước này rơi vào quyền cai trị của Pháp trong Liên bang Đông Dương.

Bản đồ biên giới Việt Nam-Campuchia năm 1870 của Jean Moura, khu vực K.Svai Téap vốn ngay trước đó thuộc hạt thanh tra Trảng Bàng ngày nay là vùng lồi "Mỏ Vịt" tỉnh Svay Rieng. Biên giới này được điều chỉnh bởi thỏa thuận giữa Thống đốc Nam Kỳ thuộc Pháp và vua Cao Miên Norodom I, ký kết ngày 9 tháng 7 năm 1870.

Tháng 4 năm 1870, chính quyền Pháp ở Nam Kỳ (đứng đầu là Thống đốc Nam Kỳ) cùng với triều đình vương quốc Cao Miên do Pháp bảo hộ (đứng đầu là vua Norodom I) bắt đầu đàm phán ký kết thỏa ước phân định biên giới. Chính thức điều chỉnh lại biên giới giữa Cao Miên (Campuchia) với Nam Kỳ thuộc Pháp (Cochinchine Française) thay đổi lớn so với biên giới Cao Miên-Nam Kỳ Lục tỉnh tại 2 khu vực: địa phận các hạt thanh tra Trảng Bàng, Tây Ninh (tức vùng lồi Mỏ vịt) thành phủ (khet) Svay Teep, và vùng bờ bắc kênh Vĩnh Tế địa bàn các hạt Hà Tiên, Châu Đốc nhập vào (khet) Tréang, cắt từ đất Nam Kỳ trả về cho Cao Miên.
Năm 1906 Xiêm trả lại hai tỉnh Battambang và Xiêm Riệp để nhập vào Cao Miên thuộc Pháp bảo hộ.

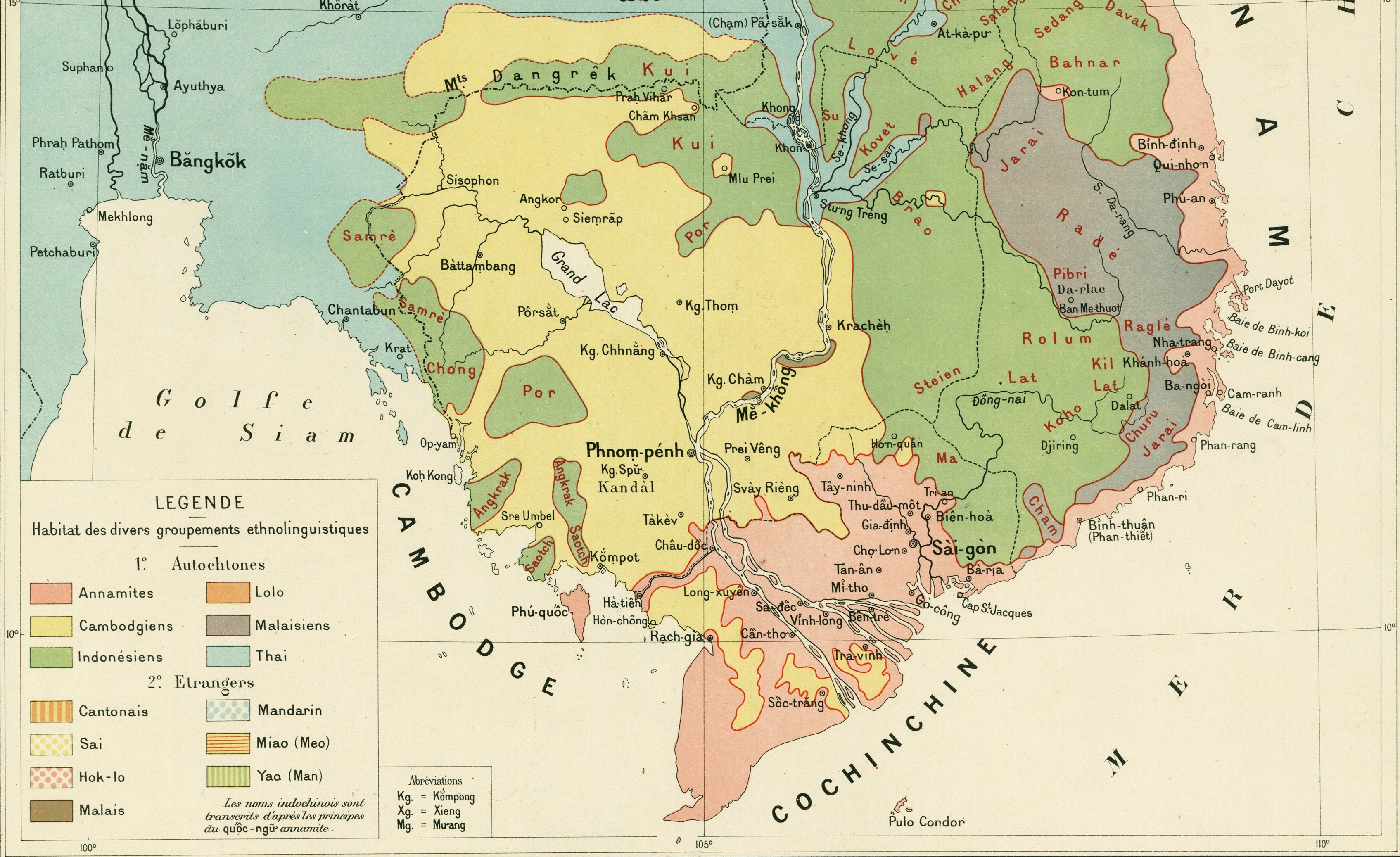
Bản đồ phân vùng cư trú của các dân tộc (sắc tộc) tại Nam Kỳ thuộc Pháp (Cochinchine Française) và Cao Miên (Cambodge) năm 1904.

Trong Thế chiến thứ hai, Nhật Bản cho phép Chính phủ Vichy của Pháp tiếp tục cai quản Campuchia và các lãnh thổ Đông Dương khác, nhưng họ cũng nuôi dưỡng chủ nghĩa quốc gia Khmer. Campuchia lại được hưởng một thời kỳ độc lập ngắn năm 1945 trước khi quân Đồng Minh tái lập quyền kiểm soát của Pháp. Vua Norodom Sihanouk, người từng được Pháp lựa chọn để kế vị vua Monivong năm 1941, nhanh chóng chiếm lấy vị trí chính trị trung tâm khi ông tìm cách trung lập hóa những người cánh tả và những đối thủ cộng hòa và cố gắng đàm phán những điều kiện có thể chấp nhận được để giành lấy độc lập từ tay người Pháp.

## Danh sách thống sứ Pháp tại Campuchia
1. Ernest Marc Louis de Gonzague Doudart de Lagrée: Tháng 4 năm 1863 đến tháng 7 năm 1866
2. Armand Pottier: Tháng 7 năm 1866 đến 20 tháng 2 năm 1868
3. Jean Moura: Ngày 20 tháng 2 năm 1868 đến ngày 10 tháng 3 năm 1870
4. Armand Pottier (quyền): 10 tháng 3 năm 1870 đến 11 tháng 11 năm 1870
5. Jules Marcel Brossard de Corbigny (quyền): 11 Tháng Mười Một 1870-1 tháng 1 năm 1871
6. Jean Moura: 01 Tháng Một 1871 đến 06 tháng 1 năm 1879
7. Paul-Louis-Félix Philastre (Quyền): tháng năm 1876 đến 09 tháng 11 năm 1876
8. Étienne François Aymonier (Quyền): 6 Tháng một năm 1879 đến 10 tháng năm 1881
9. Augustin Julien Fourès: Ngày 10 tháng 5 năm 1881 đến 18 Tháng 10 năm 1885
10. Jules Victor Renaud (Quyền): Ngày 12 tháng 8 năm 1885 đến 16 tháng 10 năm 1885
11. Pierre de Badens: 18 Tháng Mười năm 1885 đến ngày 17 tháng 5 năm 1886
12. Georges Jules Piquet: 17 tháng năm 1886 đến 04 Tháng 11 năm 1887
13. Louis Eugène Palasne de Champeaux (Quyền): Ngày 04 tháng 11 năm 1887 đến 10 tháng 3 năm 1889
14. Orsini (Quyền): 10 tháng 3 năm 1889 đến ngày 04 tháng 7 năm 1889
15. Albert Louis Huyn de Vernéville: 04 Tháng Bảy 1889 đến 14 tháng năm 1897
16. Félix Léonce Marquant (Quyền): 24 tháng 1 năm 1894 đến 04 tháng 8 năm 1894
17. Antoine Étienne Alexandre Ducos: 14 Tháng Năm 1897 đến 16 tháng 1 năm 1900
18. Louis Paul Luce (Quyền): 16 Tháng Một, 1900 đến ngày 03 tháng 6 năm 1901
19. Léon Jules Pol Boulloche: 3 tháng 6 năm 1901 đến 17 tháng 7 năm 1902
20. Charles Pallier (Quyền): 17 Tháng 7 năm 1902 đến ngày 26 tháng 10 năm 1902
21. Henri Félix de Lamothe: 26 tháng 10 năm 1902 đến 25 tháng 9 năm 1904
22. Louis Jules Morel: 25 tháng 9 năm 1904 đến 16 Tháng 10 năm 1905
23. Olivier Charles Arthur de Lalande de Calan (Quyền): 16 Tháng Mười 1905 đến 29 Tháng Mười Hai năm 1905
24. Louis Paul Luce: 29 Tháng Mười Hai 1905-26 tháng 7 năm 1911
25. Ernest Amédée Antoine Georges Outrey: 26 Tháng 7, 1911 đến 25 tháng 7 năm 1914
26. Joseph Maurice Le Gallen: 25 tháng 7 năm 1914 đến 22 tháng 10 năm 1914
27. Francois Marius Baudoin: 22 tháng 1o năm 1914-20 tháng 1 năm 1927
28. Gaston René Georges Maspero (Quyền): Ngày 15 tháng 4 năm 1920 đến ngày 06 tháng 12 năm 1920
29. Hector Clair Henri Joseph Létang (Quyền): 6 Tháng Mười Hai 1920 đến 21 tháng 2 năm 1921
30. Victor Édouard Marie L'Helgoualc'h (Quyền): Ngày 10 tháng 4 năm 1922 đến 8 tháng năm 1924
31. Aristide Eugène Le Fol: 20 Tháng 1 1927 đến 01 Tháng 1 năm 1929
32. Achille Louis Auguste Silvestre (Quyền): 1 tháng Giêng 1929-12 tháng 1 năm 1929
33. Fernand Marie Joseph Antoine La Vit: 12 Tháng 1 năm 1929 đến 04 tháng 3 năm 1932
34. Achille Louis Auguste Silvestre: 4 tháng ba 1932-15 tháng 1 năm 1935
35. Henri Louis Marie Richomme (Quyền): 15 tháng 1 năm 1935 đến 12 Tháng Mười Hai năm 1936
36. Léon Emmanuel Thibaudeau: Ngày 12 tháng 12 năm 1936 đến 29 Tháng Mười Hai, 1941
37. Jean de Lens (Quyền): 29 Tháng Mười Hai năm 1941 đến ngày 02 tháng 3 năm 1943
38. Georges Armand Léon Gauthier: 2 Tháng Ba 1943_Tháng 11 năm 1944
39. André Joseph Berjoan (Quyền): Tháng 11 năm 1944 đến 09 Tháng Ba năm 1945
40. Tadakame, Cố vấn Nhật tối cao: Tháng 3 năm 1945 đến tháng 8 năm 1945
41. Edward Dymoke Murray, Tư lệnh Đồng Minh: 1945-1946
42. André Joseph Berjoan (Quyền): Năm 1945 đến 15 Tháng 10 năm 1945